# Llanfaglan
Llanfaglan est le nom d'un village gallois près de Caernarfon, sur les bords du Menai, dans le Gwynedd.
Le nom viendrait d'un monastère créé par saint Baglan au VIe siècle.